# Eduardo Noriega Gómez
Eduardo Noriega Gómez   (Santander, 1 d'agost de 1973) és un actor espanyol.

## Biografia
Noriega és fill de pare mexicà i mare espanyola,el petit de set germans i l'únic d'ells que s'ha dedicat a la interpretació. La seva primera vocació va ser la música i per això va estudiar durant cinc anys solfeig, harmonia, coral i piano en el conservatori de la seva ciutat natal. Es va radicar a Madrid a estudiar a l'Escola d'Art Dramàtic, vivint els seus anys universitaris al Col·legi Major Universitari Santa María de Europa. Les seves primeres incursions al cinema van ser en diversos curts amb directors, llavors novells, com Alejandro Amenábar, amb qui més endavant realitzaria dues pel·lícules.
La seva carrera va començar en participar en la pel·lícula Tesis i primer paper protagonista a Abre los ojos, pel qual va obtenir la seva primera candidatura al Goya a la Millor Interpretació Masculina. Més tard, va tenir una altra nominació al Goya per la pel·lícula El Lobo rodada en 2005 on ell és el protagonista principal.
La seva primera pel·lícula va ser Historias del Kronen, rodada en 1994. Des d'aleshores ha intervingut en pel·lícules tan taquilleres com Nadie conoce a nadie de Mateo Gil o El espinazo del diablo de Guillermo del Toro. A Plata quemada, de l'argentí Marcelo Piñeyro, s va posar en la pell d'un lladre que fugia de la policia al costat de Leonardo Sbaraglia.
Des del 8 de maig de 2016 l'actor compta amb una estrella en el passeig de la fama de Tetuan de Santander.

## Vida personal
El 8 de febrer de 2011 es va casar amb Trinidad Oteros, la seva núvia des de feia 6 anys, en la Junta Municipal de Moncloa-Aravaca de Madrid on va oficiar la regidora del districte de Chamberí. El matrimoni té una filla que va néixer a principis de 2014. Parla castellà, francès, anglès i català.

## Filmografia

### Cinema
| Any  | Títol                              | Personatge                          | País              |
| ---- | ---------------------------------- | ----------------------------------- | ----------------- |
| 1994 | Luna                               | Alberto                             | Espanya           |
| 1995 | Historias de Kronen                | Joven                               | Espanya           |
| 1995 | Cuestión de suerte                 | Julio Muñoz                         | Espanya           |
| 1996 | Tesis                              | Bosco Herranz                       | Espanya           |
| 1996 | Más allá del jardín                | Ignacio                             | Espanya           |
| 1997 | Abre los ojos                      | César                               | Espanya           |
| 1998 | Cha-cha-chá                        | Antonio                             | Espanya           |
| 1998 | Allanamiento de morada             | Simón Romero                        | Espanya           |
| 1999 | La fuente amarilla                 | Sergio                              | Espanya França    |
| 1999 | Nadie conoce a nadie               | Simón Cárdenas                      | Espanya           |
| 2000 | El invierno de las anjanas         | Eusebio Sánchez Argüello            | Espanya           |
| 2000 | Carretera y manta                  | Luis                                | Espanya           |
| 2000 | Plata quemada                      | Marcos Ángel "Guacho" Dorda         | Argentina         |
| 2001 | Visionarios                        | Joshe González Manchimbarrena       | Espanya           |
| 2001 | El espinazo del diablo             | Jacinto                             | Espanya Mèxic     |
| 2002 | Guerreros                          | Teniente Pablo Alonso               | Espanya           |
| 2002 | Novo                               | Graham/Pablo                        | França            |
| 2003 | Las manos vacías                   | Gerard                              | França            |
| 2004 | Souli                              | Carlos                              | França            |
| 2004 | El Lobo                            | José María Txema Loygorri "El Lobo" | Espanya           |
| 2005 | El método                          | Carlos de Aristegui Santos          | Espanya Argentina |
| 2005 | Che Guevara                        | Ernesto "Che" Guevara               | Estats Units      |
| 2006 | Alatriste                          | El Conde de Guadalmedina            | Espanya           |
| 2007 | Canciones de amor en Lolita's Club | Raúl Fuentes/ Valentín Fuentes      | Espanya           |
| 2008 | En el punto de mira                | Enrique                             | Estats Units      |
| 2008 | Transsiberian                      | Carlos Ximénez                      | Regne Unit        |
| 2009 | Petit indi                         | Sergi                               | Espanya França    |
| 2010 | El mal ajeno                       | Dr. Diego Sanz                      | Espanya           |
| 2010 | Agnosia                            | Carles Lardín                       | Espanya           |
| 2011 | Blackthorn                         | Eduardo Apodaca                     | Espanya           |
| 2012 | Una pistola en cada mano           | P.                                  | Espanya           |
| 2013 | El último desafío                  | Gabriel Cortéz                      | Estats Units      |
| 2013 | Sweetwater                         | Miguel                              | Estats Units      |
| 2013 | Presentimientos                    | Félix                               | Espanya           |
| 2014 | La bella y la bestia               | Perducas                            | França            |
| 2015 | Los miércoles no existen           | Pablo                               | Espanya           |
| 2016 | Nuestros amantes                   | Carlos                              | Espanya           |
| 2017 | Perfectos desconocidos             | Eduardo                             | Espanya           |
| 2017 | Llueven vacas                      | Fernando                            | Espanya           |
| 2019 | Les Traducteurs                    | Javier Casal                        | França            |

## Televisió
| Any  | Títol                  | Personatge          | Canal      |
| ---- | ---------------------- | ------------------- | ---------- |
| 1996 | Colegio Mayor          | Sergio              | Telemadrid |
| 2011 | Homicidos              | Tomás Sóller        | Telecinco  |
| 2015 | Cites                  | Ricardo Montiel     | TV3        |
| 2016 | La sonata del silencio | Don Rafael Figueroa | La 1       |
| 2019 | Hache                  | Alejandro Vinuesa   | Netflix    |

## Premis i candidatures
Premis Goya
| Any  | Categoria                                   | Pel·lícula    | Resultat |
| ---- | ------------------------------------------- | ------------- | -------- |
| 2004 | Millor interpretació masculina protagonista | El Lobo       | Nominat  |
| 1998 | Millor actor                                | Abre los ojos | Nominat  |

Fotogramas de Plata
| Año  | Categoría              | Película                                                   | Resultado |
| ---- | ---------------------- | ---------------------------------------------------------- | --------- |
| 2004 | Millor actor de cinema | El Lobo                                                    | Nominat   |
| 2001 | Millor actor de cinema | El espinazo del diablo Visionarios                         | Nominat   |
| 2000 | Millor actor de cinema | Carretera y manta El invierno de las anjanas Plata quemada | Nominat   |
| 1998 | Millor actor de cinema | Cha-cha-chá                                                | Nominat   |

Unión de Actores
| Any  | Categoria                        | Pel·lícula    | Resultat |
| ---- | -------------------------------- | ------------- | -------- |
| 2008 | Millor actor secundari de cinema | Transsiberian | Nominat  |

- Premi Ondas Caràcter Dewar's "White Label" (2010)
- Revelació europea 2001 de li STUDIO en el Festival de Cannes (2001).
- Millor actor a Aguilar de Campoó per Allanamiento de morada (1999).
- Millor actor al Festival de Menorca per La fuente amarilla (1999).
- Millor actor al Certamen AICA per Luna, de Alejandro Amenábar (1994).
- Millor actor al Festival d'Alcalá de Henares per Luna, d'Alejandro Amenábar (1994).